# With a Girl Like You
With a Girl Like You („Mit einem Mädchen wie dir“) ist ein Lied der britischen Rockband The Troggs aus dem Jahr 1966.

## Entstehung und Veröffentlichung
Das Lied wurde von Troggs-Mitglied Reg Presley geschrieben beziehungsweise komponiert. Für die Produktion zeichnete Troggs-Manager Larry Page verantwortlich.
With a Girl Like You erschien als Single im Juli 1966 bei Fontana Records. Diese erschien als 7″-Single mit der B-Seite I Want You (Katalognummer: TF 717). Im gleichen Monat erschien das Lied als Teil von Troggs Debütalbum From Nowhere (Katalognummer: MGF 27556) – in den Vereinigten Staaten ist das Album unter dem Titel Wild Thing bekannt. In Frankreich erschien im gleichen Jahr auch eine gleinachmige EP mit den Titeln With a Girl Like You, Our Love Will Still Be There, Jingle Jangle und 	I Want You (Katalognummer: 465 321).

## Chartplatzierungen
| ChartsChartplatzierungen       | Höchstplatzierung | Wochen/ Monate |
| ------------------------------ | ----------------- | -------------- |
| Deutschland (GfK)              | 2 (3 Mt.)         | 3 Mt.          |
| Österreich (Ö3)                | 6 (2 Mt.)         | 2 Mt.          |
| Vereinigtes Königreich (OCC)   | 1 (12 Wo.)        | 12 Wo.         |
| Vereinigte Staaten (Billboard) | 29 (8 Wo.)        | 8 Wo.          |

| ChartsJahrescharts (1966) | Platzierung |
| ------------------------- | ----------- |
| Deutschland (GfK)         | 26          |